# Mario Weitz

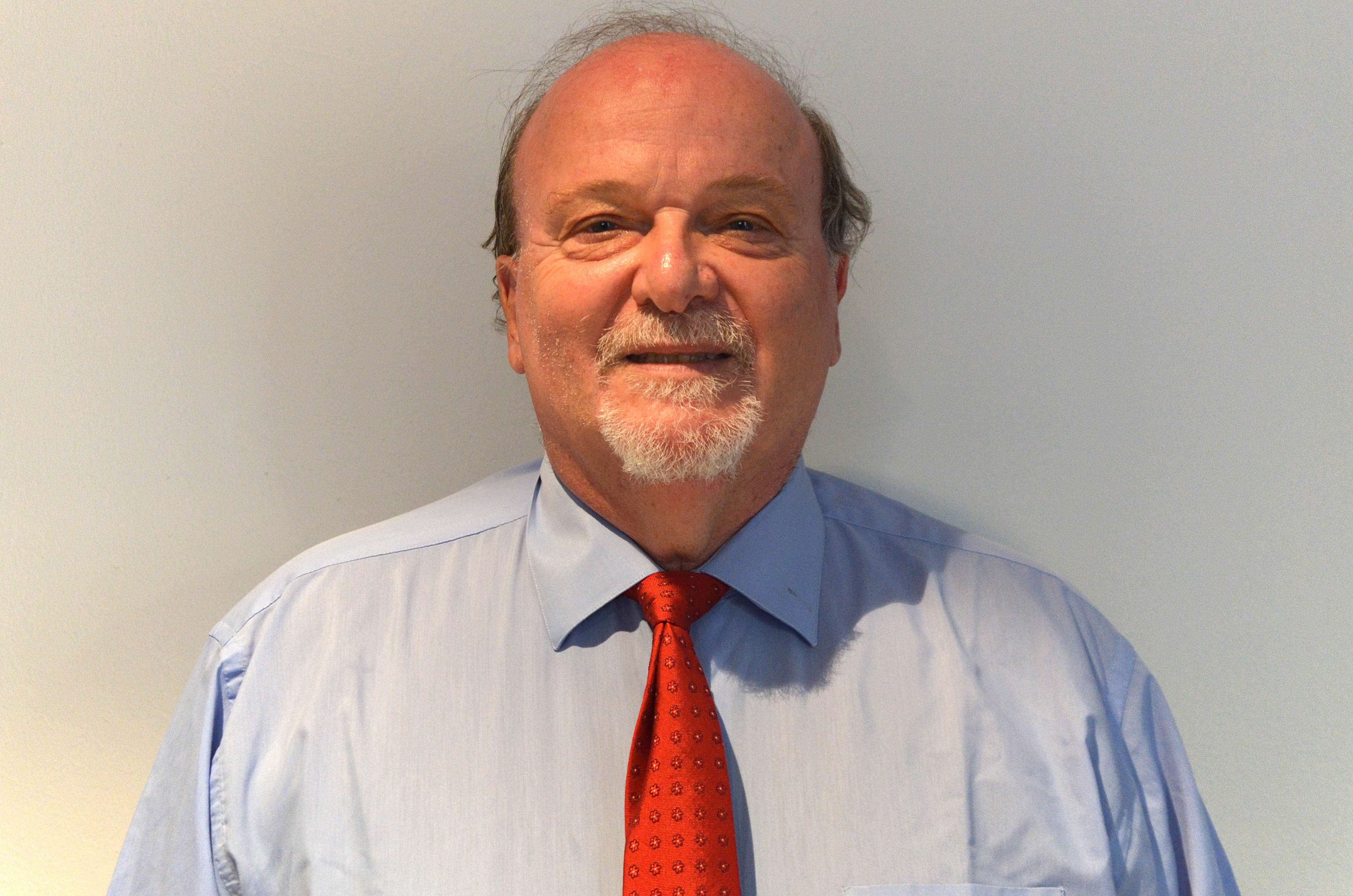
Retraro de Mario Weitz, septiembre de 2021

Mario Alejandro Weitz (Buenos Aires, 28 de febrero de 1956) es un economista, profesor y consultor argentino. Es conocido por haber desempeñado funciones como Consejero Delegado en el Fondo Monetario Internacional y en Ferrocarriles Argentinos (1949-1993). Actualmente se desempeña como Consultor del Banco Mundial, director general de Consulta Abierta y como profesor en la escuela de negocios ESIC de Madrid.

## Reseña biográfica

### Nacimiento e infancia
Mario Weitz nació en el seno de una familia de clase media en el barrio de Caballito, en la Ciudad Autónoma de Buenos Aires. Vivió en el Edificio Nicolás Repetto. Asistió a clases al Colegio Nacional de Buenos Aires. Curso estudios de licenciatura de economía en la Universidad de Buenos Aires. Posteriormente ganó una beca para estudiar un máster y doctorado en USA, Washington D. C. 
En Estados Unidos permaneció 12 años y medio, trabajando en diferentes organismos internacionales.

### Estudios
Ingreso a la Universidad de Buenos Aires para realizar sus estudios como Licenciado en Economía. Posteriormente, realizó sus estudios de Máster y Doctorado en la American University, en Washington D. C., Estados Unidos. Sus estudios de tesina del máster se centraban en la deuda externa Argentina

### Trayectoria
Mario Weitz vivió 12 años en USA, volviendo a su país Argentina en la época del presidente Alfonsín, permaneciendo en diferentes cargos del sector público: Ferrocarriles Argentinos, Banco Ciudad, etc. 
En 1988 Se casa con la psicoanalista- psicóloga Patricia Morandini Roth. Lo contratan para realizar la consultoría del AVE en España. 
Mario emigra a España en 1990. Vive actualmente con su mujer y sus dos hijos en las afueras de Madrid.
Fue y es profesor en varias Universidades, UAM, Carlos III, Alfonso X El sabio, Instituto de la Empresa, IEB, etc
Consultor de la Unión Europea
```
Ha recibido varios premios obteniendo un reconocimiento como mejor profesor.
```

Mario Weitz compagina su actividad como consultor del Banco Mundial y como profesor en ESIC con conferencias tanto a empresas y a organizaciones del ámbito privado como público. Dicta sus clases y conferencias tanto en Inglés como en Castellano, y sobre diversos temas, como pueden ser la Economía Mundial, España, China y Latinoamérica entre otros.

### Pensamiento Económico
Mario Weitz es un macro-economista muy conocido en Europa, ha expresado en diversas ponencias que la clave para el futuro económico de los países es la inversión en Investigación, Desarrollo e Innovación. El conocimiento de lenguas, especialmente del inglés, es clave para lograr una población más competitiva.

### Covid-19 - Conferencias
Desde principios de 2020, cuando se procude la crisis por la pandemia mundial del COVID-19, Mario Weitz ha estado ofreciendo numerosas conferencias a nivel internacional para empresas, banca, fondos de inversión, organismos internacionales y escuelas de negocios. En estas conferencias, que han sido las mejor valoradas por inversores y en redes sociales, se ofrece una visión estratégica sobre cómo afrontar la crisis y las líneas maestras a seguir tras la misma, basándose en el estado en que quedará la economía mundial después del covid.
Gracias al convencimeinto personal de Marios Weitz de que la información y la cultura deben ser libres, la mayoría de sus conferencias son libremente accesibles para cualquier persona, siendo las mismas publicadas en diferentes medios digitales tales como Youtube o Spotify. Algunas de las más destacables pueden ser:
- El futuro económico de la economía mundial después del COVID, Mario Weitz
- Entrevista a Mario Weitz
- Murcia en Marcha. Ponencia de Mario Weitz